# Mokrzeckia obscura
Mokrzeckia obscura är en stekelart som beskrevs av Graham 1969. Mokrzeckia obscura ingår i släktet Mokrzeckia och familjen puppglanssteklar. Inga underarter finns listade i Catalogue of Life.